# Сулятицький Тадей Васильович
Тадей Васильович Сулятицький (* 1 січня 1933, с.Пилатківці Борщівського району Тернопільської області) — 9 серпня 2018, м. Чернівці - український театральний і громадсько-культурний діяч, історик театру Буковини. Член Національної спілки театральних діячів України (1971). Заслужений працівник культури УРСР (1981).

## Біографія
Закінчив 1955р. філологічний факультет Чернівецького державного університету. У 1955—1963 рр. перебував на комсомольській роботі. 
У 1965—1969 рр. — заступник начальника Чернівецького обласного управління культури. 

Протягом 1969—1997 рр. — директор Чернівецького музичного драмтеатру їм. О.Кобилянської. Під його керівництвом було здійснено постановку 160 нових вистав, колектив побував на гастролях у багатьох республіках і областях колишнього СРСР, п'ять разів звітував у Києві, двічі — в Москві. 1981 р. театр нагороджений орденом «Дружби народів». 

Обкладенка науково-популярної монографії Т.Сулятицького про історію театру на Буковині

Протягом 1992—1997 рр. — голова правління обласного відділення "Українського фонду культури" 

3  1998 р. — завідувач редакційно-видавничим відділом Буковинської медичної академії. 

Тричі обирався депутатом Чернівецької міської ради. 

Жив і працював у Чернівцях. Помер 09.08.2018 р., м. Чернівці.

## Творчість
- У 2003—2004 рр. разом з режисером В.Селезінкою здійснив низку передач на Чернівецькому телебаченні "Уклін Мельпомені" про митців та театральне життя Буковини.
- Автор понад ста публікацій про театр і мистецтво Буковини в  академічних виданнях, обласних та міських часописах.
- Монографія: «Чернівецький обласний український музично-драматичний театр імені О.Ю. Кобилянської.— К: Мистецтво, 1987.— 125 с.;іл.
- Монографія (науково-популярне видання): «Чернівецький український музично-драматичний театр імені Ольги Кобилянської. Нарис історії.— Чернівці: Золоті литаври, 2004 212с. + 88 с.ілюстрацій.»

Культурно-громадські діячі: Т.Сулятицький, О.Федорович та В.Михайловський (2008)

## Нагороди
- Медаль «За доблесну працю» (1970);
- Почесні Грамоти Міністерства культури України;
- Літературно-мистецька премія імені Сидора Воробкевича (2005).